# Peste de Marseille (1720)
Vous lisez un « bon article » labellisé en 2010.
Pour les articles homonymes, voir Peste de Marseille.
La peste de Marseille de 1720 est la dernière grande épidémie de peste à s’être produite en France, correspondant à une résurgence de la deuxième pandémie de peste.
Elle est propagée à partir du Grand-Saint-Antoine, un bateau en provenance du Levant (la région de la Syrie), accostant au port de Marseille le 25 mai 1720, jugé comme étant à l’origine de l’épidémie. En effet, sa cargaison constituée d’étoffes et de balles de coton est contaminée par le bacille responsable de la peste. À la suite de graves négligences, et malgré un dispositif de protection très strict comportant notamment la mise en quarantaine des passagers et des marchandises, la peste se propage dans la ville. Les quartiers déshérités et les plus anciens sont les plus touchés. Se propageant à partir des quartiers à proximité du port, la peste s’étend rapidement dans la cité où elle entraîne entre 30 000 et 40 000 décès sur 80 000 à 90 000 habitants, puis dans toute la Provence, où elle fait entre 90 000 et 120 000 victimes sur une population de 400 000 habitants environ.
La responsabilité de la non-application de la réglementation pour les navires potentiellement infectés a été recherchée auprès du commandant du navire, le capitaine Jean-Baptiste Chataud, et du premier échevin, Jean-Baptiste Estelle. Aucune preuve formelle n’a pu être établie. Il est cependant certain que les échevins et les intendants de santé chargés de cette réglementation ont agi avec beaucoup de légèreté. Certaines marchandises notamment des étoffes qui devaient être initialement mises en quarantaine, ont finalement été débarquées à Marseille.
Lors de l’épidémie, l'alimentation de la population ainsi que l’évacuation des cadavres posent de graves problèmes et mobilisent les échevins qui montrent beaucoup de courage. L’enlèvement des cadavres du quartier de la Tourette par les galériens de l'Arsenal des galères mobilisés à cet effet et placés sous le commandement du Chevalier Roze constitue un fait majeur de ce tragique évènement. Les religieux avec à leur tête Mgr de Belsunce apportent quant à eux un réconfort moral aux mourants.
Cette épidémie a donné naissance à de nombreuses représentations artistiques parmi lesquelles celles du peintre Michel Serre, témoin direct de l'épidémie. Elle constitue un épisode historique marquant, toujours présent dans la mémoire collective des Marseillais.

## Marseille à la veille de l’épidémie

### Situation économique
Malgré les difficultés financières de la ville de Marseille, fortement endettée depuis la fin du XVIIe siècle, le commerce marseillais est en plein essor après une crise passagère consécutive au traité de Rastadt (signé en 1714) qui mettait fin à la guerre de Succession d'Espagne. La valeur des produits du Levant apportés dans le port de Marseille en 1714 s'élève à vingt-trois millions de livres, somme jamais atteinte précédemment. L'apparition de la peste va porter un coup d'arrêt brutal à un puissant essor économique, synonyme d'amélioration des conditions de vie.

### Urbanisme de la ville
La ville est entièrement ceinturée par un nouveau rempart construit sur ordre de Louis XIV par Nicolas Arnoul. Cette enceinte prend appui sur chacune des deux puissantes forteresses placées de part et d'autre de l'entrée du port : le fort Saint-Jean et le fort Saint-Nicolas. Les remparts du Moyen Âge ont été démolis et la superficie de la ville intra-muros est triplée, passant de 65 à 195 hectares. Dans les espaces intérieurs ainsi conquis sont construites des voies nouvelles se coupant perpendiculairement.
Il en résulte deux types d'urbanisation qui ne seront pas sans influence sur le développement et la propagation de la peste qui apparut d'abord dans les vieux quartiers. Au nord du port est située la ville ancienne qui correspond à celle du Moyen Âge avec des rues étroites, tortueuses et insalubres où se trouvent artisans et commerçants ; c'est dans cette zone que la peste apparaît et atteint son paroxysme. À l'est et au sud se développe la ville nouvelle avec ses nouvelles voies rectilignes : rue de Rome, rue Paradis, rue Saint-Ferréol.

### Réglementation sanitaire
La peste constitue une menace permanente pour Marseille en liaison fréquente avec le Proche-Orient où cette maladie est endémique. Des épidémies frappent la ville à de nombreuses reprises, notamment en 1580 où la peste a été très meurtrière et a fait proportionnellement autant de morts sinon davantage que celle de 1720. Un système est progressivement mis en place et montre son efficacité puisqu’en 1720 Marseille n'a pas connu d'épidémie depuis soixante-dix ans. Cette protection repose d'une part sur un cordon sanitaire mis en place à l'échelle méditerranéenne avec délivrance de patentes dans les ports du Levant et d'autre part sur un bureau de santé composé d’intendants qui décident de la durée de la mise en quarantaine pour l'équipage, les passagers et les marchandises.

#### Les patentes
Chaque navire faisant escale dans un port du Levant se voit délivrer une patente, certificat délivré par les consuls des ports orientaux aux capitaines des vaisseaux souhaitant rentrer en France, qui précise l'état sanitaire de la ville. On distingue trois types de patentes :
- la patente nette lorsque rien de suspect n'existe dans la région au moment du départ du vaisseau ;
- la patente suspecte lorsque règne dans le pays une maladie soupçonnée pestilentielle ;
- la patente brute lorsque la région est contaminée par la peste[g 1].

En cas de patente nette la durée de la quarantaine est ordinairement de dix-huit jours pour les personnes, vingt-huit pour le navire et trente-huit pour la cargaison. Ces périodes sont portées respectivement à vingt-cinq, trente et quarante si la patente est suspecte et trente-cinq, cinquante et soixante si la patente est brute.

#### Le bureau de santé

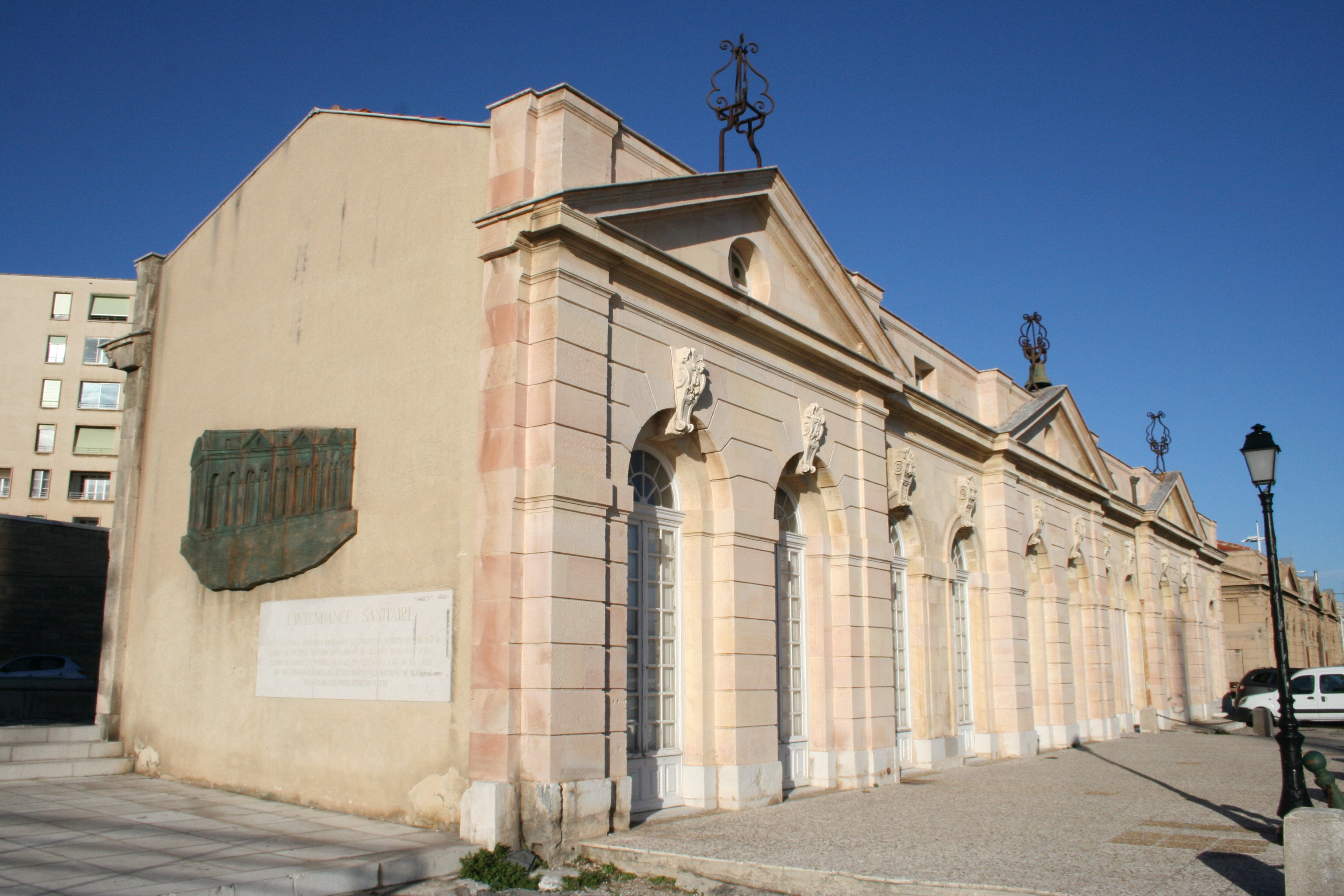
Bureau de santé sur le Vieux-Port, construit en 1719.

Un bureau de santé est créé à Marseille. Sa date de création est inconnue mais forcément avant 1622 car un texte émanant du parlement de Provence daté de cette année fait référence à cet établissement. Ce bureau, renouvelé chaque année par le conseil de ville, est composé de quatorze intendants bénévoles choisis parmi les négociants, marchands et anciens capitaines de vaisseau. La présidence est assurée à tour de rôle chaque semaine par l'un des intendants qui prend alors le nom d'intendant semainier. Afin d'assurer une bonne coordination entre le conseil municipal et le bureau de santé, les deux échevins à la sortie de leur charge font partie de droit du bureau de santé, ce qui porte le nombre total de ses membres à seize. Ils sont assistés dans leur tâche par un personnel nombreux : secrétaires, commis, etc. Un médecin et un chirurgien sont attachés à cet établissement.
Le siège du bureau de santé se trouve d'abord sur un ponton flottant basé près du fort Saint-Jean, puis à la consigne sanitaire, bâtiment construit à partir de 1719 sur les plans d'Antoine Mazin au pied du fort Saint-Jean. Ce bâtiment est toujours visible et a été classé monument historique par arrêté du 23 novembre 1949.
Les démarches sont strictes : le capitaine d'un vaisseau en provenance du Levant laisse son navire à l'île de Pomègues et se rend en barque au bureau de santé pour présenter la patente qui lui a été délivrée et selon le type de celle-ci, le bureau de santé décide de la durée de la quarantaine à appliquer aux marchandises et aux personnes.

#### Les lieux de quarantaine

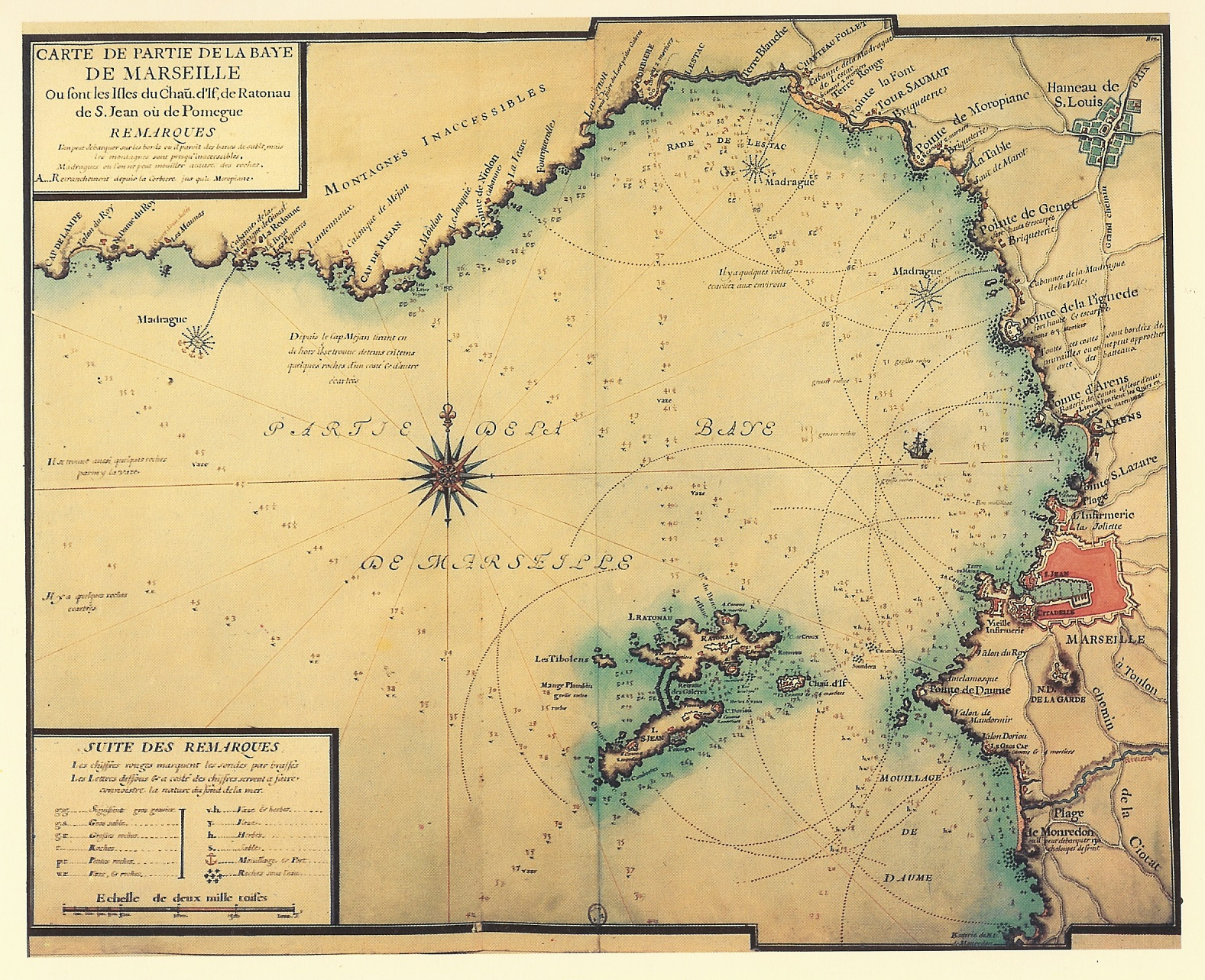
Carte de la rade de Marseille établie au XVIIe siècle, avec les îles de l'archipel du Frioul.

Les lieux de quarantaine des vaisseaux ont été établis à l'île Jarre, au sud de la rade de Marseille, si la peste est avérée, ou à l’île de Pomègues où cinq hectares de terrains et de bâtiments ainsi qu'un petit port ont été aménagés pour recevoir environ trente-cinq navires.
D'autre part, des infirmeries, parfois appelées lazarets car elles sont placées sous la protection de saint Lazare, ont été aménagées pour les passagers et les marchandises. Ces infirmeries sont situées au bord de la mer, entre l'anse de la Joliette et celle d'Arenc, à 400 m environ au nord de l'enceinte de la ville ; construites sous Colbert, elles sont constituées de hangars pour les marchandises et d'habitations pour les voyageurs, sur une emprise de 12 hectares, ceinturée de murailles et ne comportant que trois points d'accès.

## L’arrivée duGrand-Saint-Antoine
Le 25 mai 1720, le Grand-Saint-Antoine, navire en provenance du Proche-Orient, arrive à Marseille. Il apporte un précieux chargement d'étoffes de soie et de balles de coton, pour une valeur de 300 000 livres destinées à être vendues à la foire de Beaucaire de juillet.
Une partie de la cargaison appartient à plusieurs notables de Marseille, dont le premier échevin Jean-Baptiste Estelle et le capitaine du navire Jean-Baptiste Chataud. Le bateau a été armé par Ghilhermy et Chaud, Jean-Baptiste Estelle, Antoine Bourguet et Jean-Baptiste Chataud, intéressés chacun pour un quart.

### Périple et mortalité à bord
Le Grand-Saint-Antoine quitte Marseille le 22 juillet 1719 et relie successivement Smyrne, Larnaca (Chypre), et Sidon (Liban). Dans cette ville, il embarque des tissus de soie et des sacs de cendre destinés au lest et afin d'absorber l'humidité des cales pour assurer une meilleure conservation des précieuses étoffes. Cette cendre se vendait à Marseille aux savonneries qui l'incorporaient dans leurs fabrications (en 1978 des plongeurs qui ont repéré l'épave du Grand Saint-Antoine au large de l'île Jarre ont remonté des échantillons de cendre). Le consul Poullard, qui ignore que la peste sévit à Damas, délivre une patente nette alors que le chargement est probablement contaminé. Le navire arrive à Tyr (aujourd'hui Sûr) et complète sa cargaison par de nouvelles étoffes probablement aussi contaminées. Le navire reprend la mer, mais doit faire escale à Tripoli au Liban pour remédier à des dégâts causés par une violente tempête. Le vice-consul de Tripoli, Monhenoult, délivre également une patente nette. Le 3 avril 1720, le navire se dirige vers Chypre après avoir embarqué quatorze passagers. Le 5 avril un Turc meurt à bord et son cadavre est jeté à la mer. Les passagers descendent à Chypre et le navire repart le 18 avril 1720 en direction de Marseille. En cours de route meurent successivement cinq personnes, dont le chirurgien de bord.
L'alerte est grave et le capitaine Chataud décide de s'arrêter alors dans la rade du Brusc, à proximité de Toulon. Cette rade bien abritée par l'île des Embiez constitue un mouillage forain (en dehors d'un port) apprécié des navigateurs depuis l'Antiquité. Il s'agit en effet de l'ancienne Tauroentum. Les raisons de cette escale sont assez mystérieuses, mais certains historiens estiment que Chataud a voulu prendre l'avis des propriétaires de la cargaison pour fixer la conduite à tenir ; certaines sources accusent plus précisément le premier échevin de Marseille, Jean-Baptiste Estelle, de lui avoir rendu visite au Brusc et ordonné de se rendre à Livourne pour bénéficier d'une expertise médicale pouvant lui éviter une quarantaine sur l'île de Jarre, où la cargaison aurait été stockée en plein air et perdue.
Le Grand-Saint-Antoine fait alors demi-tour pour gagner Livourne, où il arrive le 17 mai. Les Italiens interdisent l'entrée du navire dans le port et le font mettre à l'ancre dans une crique gardée par des soldats. Cette précaution est d'autant plus judicieuse que le lendemain trois personnes décèdent à bord. Les cadavres sont examinés par des médecins qui concluent à une « fièvre maligne pestilentielle » ; ce terme ne doit pas prêter à confusion, car pour les médecins de l'époque il ne désigne pas la peste. Les autorités de Livourne mentionnent, au dos de la patente de Tripoli, qu'elles ont refusé l'entrée du navire dans le port à cause de la mortalité d'une partie de l'équipage en raison de cette fièvre.
Le navire retourne alors vers Marseille : il y a eu depuis le départ de Tripoli neuf décès à bord.

### La mise en quarantaine
À son arrivée, le capitaine Chataud se rend au bureau de santé faire sa déclaration à l'intendant semainier Tiran. Il produit les patentes nettes et ne peut que l'informer des décès survenus durant la traversée. Le 27 mai, deux jours seulement après l’arrivée du navire, un matelot meurt à bord. Le bureau de santé, à l'unanimité décide d'envoyer le bateau à l'île de Jarre, puis se ravise et dans une seconde délibération, décide de faire transférer le cadavre aux infirmeries pour examen et d'envoyer le navire à l'île de Pomègues, dans l'archipel du Frioul. Le 29 mai ce même bureau décide, fait inhabituel, de faire débarquer aux infirmeries les marchandises de valeur tandis que les balles de coton doivent être transférées à l'île de Jarre.
Le 3 juin, le bureau revient sur sa position et prend une décision encore plus favorable aux propriétaires de la cargaison : toutes les marchandises seront débarquées aux infirmeries. Si aucune preuve écrite n'existe, il est probable que des interventions ont eu lieu pour faire adopter la réglementation la moins contraignante ; il est impossible de connaître les personnes qui sont réellement intervenues, mais le relâchement progressif de la vigilance des autorités locales (après les années 1660-1670, la peste a disparu de France, ce qui conduit les autorités à considérer que cette maladie est une histoire du passé), l'intrication des intérêts des familles de négociants et des autorités qui dirigeaient la ville suffisent à comprendre les raisons de ces nombreuses négligences. La déclaration du capitaine Chataud est falsifiée par addition d'un renvoi indiquant que les membres d'équipage décédés en mer sont morts de mauvais aliments. Les intendants de santé ont probablement voulu sauver la cargaison destinée en partie à la foire de Beaucaire, qui devait avoir lieu le 22 juillet 1720. Le 13 juin, veille du jour de sortie de quarantaine des passagers, le gardien de santé du vaisseau décède. Le chirurgien de service du port, Gueirard, examine le cadavre et conclut à une mort par vieillesse, sans observer des marques de peste.
Un mousse tombe malade et meurt le 25 juin. À partir de ce jour plusieurs portefaix qui ont manipulé les ballots de coton succombent à leur tour. Le bureau de santé s'inquiète très sérieusement et décide de transférer le vaisseau à l'île de Jarre, de faire brûler les hardes des personnes décédées et d’enterrer les cadavres dans de la chaux vive. Mais ces mesures arrivent trop tard, car des tissus sortis en fraude des infirmeries ont déjà transmis la peste dans la ville.

## L’épidémie de peste

### Propagation de la peste
Les dix décès survenus à bord du navire ne présentaient pas apparemment les symptômes caractéristiques de la peste que sont les charbons et les bubons. Ces manifestations évidentes apparaîtront dans la ville lorsque commenceront à s'y répandre les tissus en provenance du Grand-Saint-Antoine infestés de puces porteuses du bacille de Yersin.

#### Légende de la carte

Propagation de la peste.

A- Porte de la Joliette, B- Porte royale ou porte d'Aix, C- Porte Bernard-du-Bois, D- Porte des Chartreux ou des fainéants, E- Porte de Noailles, F- Porte d'Aubagne, G- Porte de Rome, H- Porte de Paradis, I- Porte Notre-Dame-de-la-Garde, J- Porte de Saint-Victor, K- Arsenal des galères, L- Estacade isolant les galères, M- Abbaye Saint-Victor, N- Fort Saint-Nicolas, O- Fort Saint-Jean.
1- Église Saint-Laurent, 2- Cathédrale de la Major, 3- Église des Accoules, 4- Église Saint-Martin, 5- Église Saint-Ferréol, 6- Église des Augustins, 7- La Vieille Charité, 8- Hôpital du Saint-Esprit (Hôtel-Dieu), 9- Couvent des Présentines, 10- Couvent des Récollets, 11- Couvent de la Visitation, 12- Rue Belle-Table, 13- Place du Palais, 14- Rue de l'Échelle, 15- Rue Jean-Galant, 16- Place des Prêcheurs, 17- Rue de l'Oratoire, 18- Rue des Grands-Carmes, 19- Rue des Fabres, 20- Cours Belsunce, 21- Hôtel de ville, 22- Place des Moulins, 23- Place de Lenche, 24- La Canebière, 25- Rue Saint-Ferréol, 26- Rue Paradis, 27- Place du Champ-Major (place Montyon), 28- Chantier de construction.

#### Les premiers cas
Le 20 juin 1720, rue Belle-Table, venelle étroite et sombre des vieux quartiers, une femme, Marie Dauplan, meurt en quelques heures. À ce moment les médecins doutent que ce décès soit vraiment dû à la peste. Il semble en effet qu'un premier foyer pesteux au sein de l’équipage ait été contenu jusqu’au déballage des balles de coton qui allaient répandre les puces porteuses de la maladie.
Le 28 juin, un tailleur, Michel Cresp, meurt subitement. Le 1er juillet, deux femmes, Eygazière et Tanouse, demeurant rue de l'Échelle, autre quartier déshérité de la ville, meurent l'une d'un charbon (escarre surinfecté à l'endroit de la piqûre de puce, à ne pas confondre avec la maladie du charbon) sur le nez, l'autre avec des bubons, signes évidents de la peste.
À partir du 9 juillet il est évident que la peste est présente ; ce jour-là Charles Peyssonnel et son fils Jean-André Peyssonnel, tous deux médecins, appelés au chevet d'un enfant d'une douzaine d'années rue Jean-Galland, diagnostiquent la peste et avertissent les échevins. Les morts sont enterrés dans de la chaux vive et leurs maisons sont murées. Les échevins espèrent toujours qu’il s’agit d’une contagion limitée. La cargaison du navire est transférée des infirmeries à l'île de Jarre. À partir du 21 juillet le nombre de décès ne fait que croître ; le père Giraud peut écrire que « Dieu déclare la guerre à son peuple ».

#### Pic de l'épidémie

Évolution du nombre de décès
juillet-novembre 1720.

Les mesures prises, telles que la combustion de soufre dans les maisons, sont peu efficaces. L'épidémie de peste progresse dans la vieille ville. Les gens aisés quittent Marseille pour se réfugier dans leurs bastides situées dans les environs. Le corps des galères, à la demande du médecin des galères qui affirme qu'il s'agit bien de la peste, se retranche dans l'arsenal qui s'isole de la mer par une estacade faite de poutres flottantes. Les personnes modestes créent un immense campement sur la plaine Saint-Michel (actuellement place Jean-Jaurès). Le 31 juillet 1720 le parlement d'Aix fait interdiction aux Marseillais de sortir de leur terroir et aux habitants de la Provence de communiquer avec eux.
À partir du 9 août, il meurt plus de cent personnes par jour. Les infirmeries ne peuvent plus recevoir les malades ; les cadavres sont jetés dans les rues. À la mi-août des médecins, François Chicoyneau et Verny, de l'université de Montpellier, viennent à Marseille sur ordre du Régent, conseillé par son premier médecin Pierre Chirac. Émules de l'école de médecine de Salerne, leur diagnostic, s'opposant aux médecins marseillais à la formation scolastique, est évident : c'est la peste.

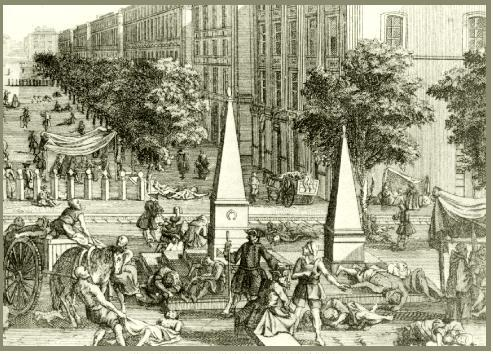
Le cours Belsunce.

Fin août, tous les quartiers de Marseille sont touchés, y compris le quartier de Rive-Neuve, séparé de la ville par le port et le vaste arsenal des galères. Malgré les mesures prises par le chevalier Roze qui est alors capitaine de ce quartier, il a été impossible de couper toute communication avec la vieille ville contaminée d'où l’extension de la contagion. Il meurt alors trois cents personnes par jour. Des familles entières disparaissent, aucune rue de la vieille ville n'est épargnée. Les églises ferment leurs portes les unes après les autres : il meurt alors mille personnes par jour.
De nombreuses réglementations sont mises en place par les diverses autorités locales et les parlements. Afin d'harmoniser la réglementation, le Conseil d'État prend le 14 septembre 1720 un arrêt qui annule toutes les mesures prises, prononce le blocus de Marseille et règle la police maritime. L'arrêt marque une prise en main affirmée du pouvoir royal et une dépossession des compétences des pouvoirs locaux, à tel point que le parlement d'Aix proteste en refusant d'abord de l'enregistrer. Il est placardé sur toutes les limites qu'il fixe et annonce réserver des sanctions lourdes à qui contreviendrait aux dispositions relatives aux quarantaines et billets de santé (galère pour les hommes et bannissement pour les femmes, mort en cas de récidive). Mais il est déjà trop tard : le bacille s'est répandu dans l'intérieur des terres et il faudra encore deux années de lutte pour éradiquer la peste du Languedoc et de la Provence car c'est le 22 septembre 1722 que la dernière quarantaine est ordonnée à Avignon. Un cordon sanitaire est mis en place pour protéger le reste de la France, avec le mur de la peste dans les monts de Vaucluse prolongé jusqu’à la Durance le long du Jabron puis jusqu’aux Alpes.

#### Extension aux régions voisines

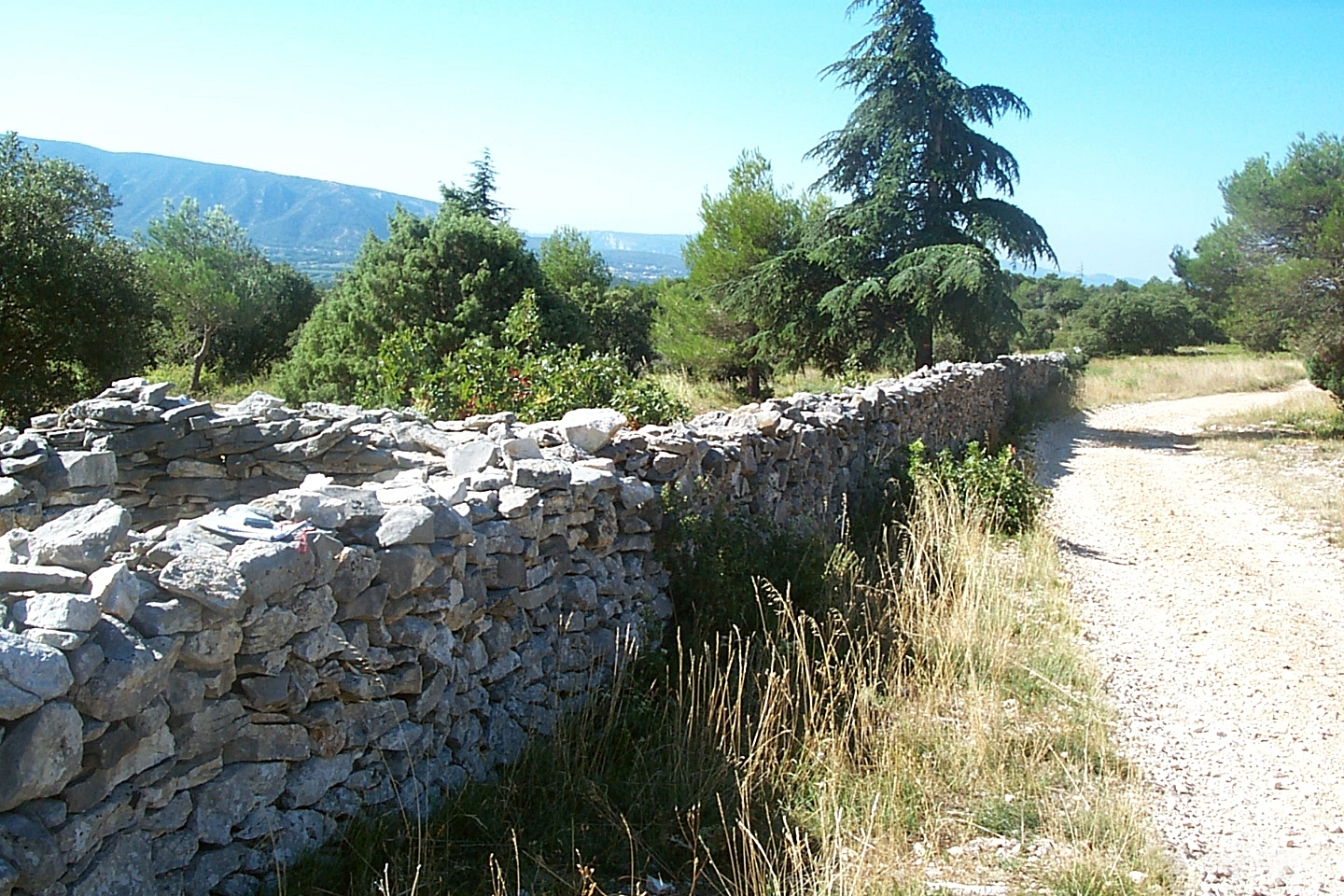
Mur de la peste dans le Vaucluse, édifié en 1720 pour isoler les régions atteintes.

Marseille n'est pas la seule cité provençale attaquée par l'épidémie qui touche également Arles, Aix-en-Provence et Toulon. Les petites communes situées dans le voisinage de ces grandes villes sont également atteintes par la peste : Allauch, Cassis, Aubagne, Marignane, etc. Seule la commune de La Ciotat, protégée par ses murailles, est épargnée par la peste.
Le Languedoc et le Comtat sont également touchés avec les villes d'Alès et d'Avignon. La ville de Beaucaire est épargnée, probablement grâce à la sage précaution de supprimer la foire traditionnelle.
Le Gévaudan est aussi contaminé avec les villes de Marvejols et de Mende. L'épidémie du Gévaudan ne fait « que » 5 500 victimes, ce qui représente 41 % de la population des régions touchées. La Canourgue perd 64 % de sa population et Marvejols 53%.
Au total, l'épidémie fait entre 90 000 et 120 000 victimes environ (Marseille y compris) sur une population de 400 000 personnes. Les derniers foyers s'éteignent à la fin de 1722 dans les communes d'Avignon et d'Orange.

#### L'apaisement
À partir du mois d'octobre 1720 la peste se met à reculer dans Marseille et les personnes atteintes guérissent plus facilement ; la mortalité journalière tombe à une vingtaine de personnes. Cette baisse se poursuit au début de l'année 1721 avec une mortalité journalière de une ou deux personnes. Les boutiques rouvrent, le travail reprend sur le port et la pêche est de nouveau pratiquée. Parmi les différents signes qui marquent ce renouveau de l'activité en 1721, peut être retenue par exemple la reprise le 19 février des délibérations de la Chambre de commerce qui les a interrompues depuis le 19 juillet 1720. Le 20 juin 1721 Mgr de Belsunce organise une grande procession à l'occasion de la fête du Sacré-Cœur malgré les réticences de Langeron qui craint un retour de la peste.

#### Description contemporaine
Mme Leprince de Beaumont, dans les Mémoires de madame la baronne de Batteville, décrit les conditions dramatiques dans lesquelles la population de Marseille dut vivre : « Les rues, les devants des portes étaient couverts de malades qui confondus avec les mourants, étaient abandonnés de tout le monde, les hôpitaux ne pouvant plus les contenir. On y rencontrait peu de monde, personne n'osant paraître dans les rues sans un besoin absolu. (…) Heureusement l'évêque de Marseille, accompagné de quelques ecclésiastiques, portait des secours spirituels et corporels à tous les malades sans distinction de rang ».

#### La rechute de 1722
De nouveaux cas de peste se produisent en avril 1722. C'est la panique. À la demande de Mgr de Belsunce, les échevins font le 28 mai 1722 à la suite de cette rechute le vœu solennel d'aller entendre à chaque date anniversaire la messe au monastère de la Visitation et d'offrir « un cierge ou flambeau de cire blanche, du poids de quatre livres, orné de l'écusson de la ville pour le brûler ce jour-là devant le Saint-Sacrement ». Ce vœu du 28 mai 1722 ne cesse d'être accompli jusqu'à la Révolution. À partir de 1877, la Chambre de commerce et d'industrie Marseille-Provence reprend le vœu sans qu'il n'y ait plus eu d'interruption jusqu'à nos jours, se chargeant de l'organisation d'une cérémonie religieuse marquée par l'offrande d'un cierge tel que celui décrit en 1722. La cérémonie a lieu dans l'église du Sacré-Cœur du Prado.
Dès le début du mois d'août 1722, l'épidémie est enrayée, il n'y a plus ni malades ni décès causés par la peste.

### Causes de la propagation et type de peste
L'ignorance au XVIIIe siècle des causes et modes de propagation de la peste est responsable du peu d'efficacité de la médecine de l'époque et des mesures de précautions prises : le bacille responsable de la peste n'a été découvert par Alexandre Yersin qu'en 1894. D'après les descriptions de l'époque, il est possible d'affirmer que la peste de Marseille fut bubonique ou plus exactement bubo-septicémique. En revanche la forme pulmonaire, transmissible par la seule respiration du malade, doit être écartée. Si ce type de peste avait sévi, certains historiens pensent que la maladie aurait pu toucher l'ensemble du pays, et toute l'Europe, avec un nombre de morts considérable. Cette affirmation n'est absolument pas fondée pour d'autres auteurs.
Les rats et les puces d'un animal sont généralement les vecteurs de la maladie. Or, les descriptions de l'époque faites par des contemporains tels que le docteur Bertrand ou Pichatty de Croissainte ne font aucune mention de mortalité de rats. Le vecteur de transmission est cependant bien la puce, mais qui se transmet d'homme à homme ou par l'intermédiaire de leurs vêtements et des étoffes. Certains pensent que le rat a joué un certain rôle dans la transmission de la maladie. À l'époque, seul le rat noir est présent en France ; toutefois, le comportement de ce rongeur est différent de celui du rat gris qui est actuellement très répandu. Le rat noir malade irait mourir dans des lieux écartés, tandis que le rat gris va mourir dans les rues. D'un point de vue strictement entomologique, la puce impliquée (Xenopsylla cheopis) ne peut généralement pas résister à des températures inférieures à 22 °C. Après la disparition des vecteurs principaux (rats puis humains les plus exposés), les conditions météorologiques et températures locales à Marseille ont pu être l'un des facteurs aggravants puis réducteurs de la propagation de la peste via les puces depuis fin mai 1720 jusqu'au mois d'octobre de la même année. D'un point de vue météorologique, la moyenne historique des températures diurnes relevées à Marseille s'élève à 25 °C pour le mois de juin et 23 °C en septembre alors qu'en octobre, cette valeur tombe à une moyenne de 18 °C seulement. En revanche, lors des pics de chaleur de juillet à août, ces valeurs moyennes s'élèvent à 26 °C à Marseille, ce qui favorise la reproduction et l'expansion des puces Xenopsylla cheopis.

### Moyens de lutte
Les médecins (même les médecins de peste) sont impuissants devant cette épidémie dont ils ne connaissent que les symptômes apparents. Les mesures préventives sont largement traditionnelles, voire superstitieuses, telles que l'utilisation de phylactères.
La maladie étant inconnue, il en résulte une thérapeutique traditionnelle pour l'époque : transpiration, vomissement, purgation et bien sûr et surtout l'inévitable saignée qui n'a d’autre résultat que d'abréger les souffrances du malade. Quant aux pratiques chirurgicales, elles consistent à inciser les bubons lorsqu'ils arrivent à maturité.
Cependant tout n'est pas inutile. L'accoutrement des médecins avec leur tablier de cuir ou de toile cirée diminue les risques de piqûre des puces. Les parfums utilisés pour désinfecter les habitations à base de soufre et d’arsenic peuvent avoir un impact sur la destruction des puces. En revanche le fameux vinaigre des quatre voleurs n'a aucun effet. L’origine de cette potion est la suivante : quatre voleurs sont arrêtés alors qu'ils détroussaient les pestiférés au cours de l'épidémie de Toulouse en 1628-1631. Afin d'avoir la vie sauve, ils révèlent le secret de la composition d'un remède qui leur permettait de se préserver de la contagion. La préparation se faisait à partir d'absinthe, sauge, menthe, romarin, rue, lavande, cannelle, girofle et ail. Malgré la révélation de ce secret les voleurs auraient été pendus. Ce vinaigre antiseptique connut des heures de gloire et ne disparut du Codex qu’en 1884.
En plus des mesures d'isolement de la ville, certaines autorités municipales recoururent à la serrado (la resserre), la quarantaine généralisée avec isolement de chaque foyer, dans les cas où l'épidémie s'était déjà introduite dans la cité. Les villes d'Arles et de Toulon connurent ainsi plusieurs séquences de confinement, de même que des communes de moindre taille comme La Valette se virent aussi appliquer ce procédé. Selon l'historien Gilbert Buti, ces quarantaines généralisées ont une « efficacité limitée et inégale » : leur succès est dépendant du rapport entre le moment où le dispositif est déclenché et l'avancement de l'incubation. Ces séquences posent la question du ravitaillement des foyers et mobilisent ainsi des responsables qui, comme les notaires et les religieux, doivent aller de maison en maison en courant des risques importants et en risquant de propager eux-mêmes le mal.

### Organisation des secours

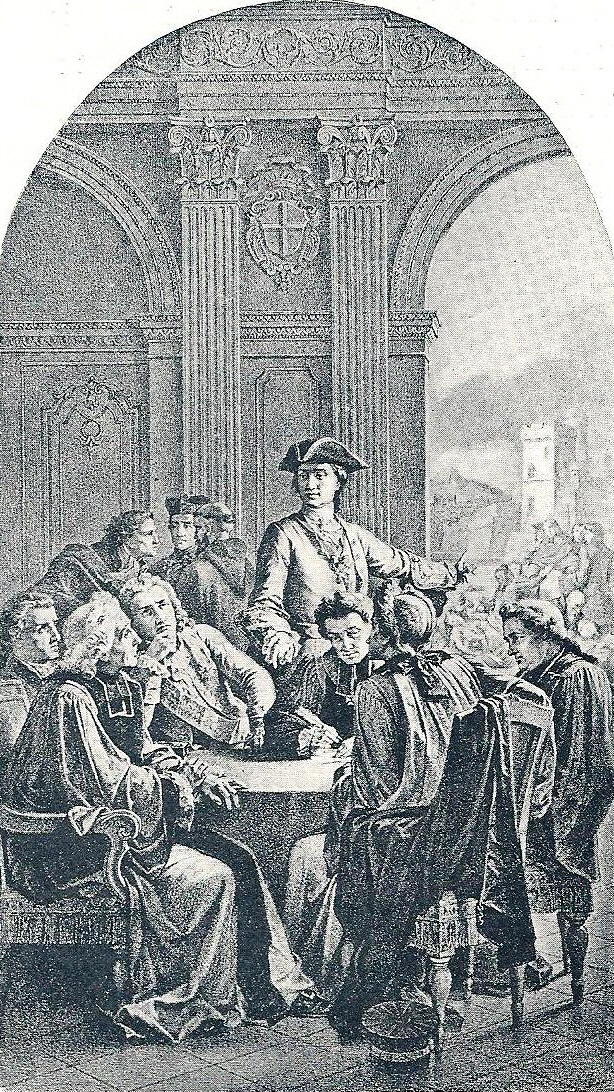
Tableau de Magaud :
Le chevalier Roze et les échevins.

Dans le désarroi général, peu de responsables demeurent à leur poste. Sous l’autorité du viguier, Louis-Alphonse Fortia, marquis de Pilles, les échevins de l’année, Jean-Pierre de Moustiès et Balthazar Dieudé, et ceux de l’année précédente, Jean-Baptiste Estelle et Jean-Baptiste Audimar, se dépensent sans compter et font preuve d’un grand courage. Peu de leurs collaborateurs demeurent en fonction à l'exception de Capus, archivaire secrétaire général de l’hôtel de ville, et Pichatty de Croissainte, procureur du roi. Restent également à leur poste, Jean-Pierre Rigord, subdélégué de l'intendant de Provence, et Jean-Jacques de Gérin, lieutenant de l'amirauté.
Un chef d'escadre, Charles-Claude Andrault de Langeron, arrive à Marseille le 4 septembre 1720 revêtu de pouvoirs extraordinaires : il a sous ses ordres tous les fonctionnaires, y compris le viguier et les échevins. D'autres civils apportent leur aide : le peintre Michel Serre ou le docteur Bertrand, qui laissent chacun un témoignage très intéressant sur ce qu'ils ont vu sous la forme de tableaux représentant des scènes de cette épidémie pour l'un et d'un mémoire intitulé Relation historique de la peste de Marseille en 1720 pour l'autre.
Cardin Lebret collectionne les titres et les fonctions puisqu'il est à la fois intendant de Provence et président du parlement de Provence. Élevé à l'école des grands fonctionnaires qui s'étaient directement inspirés des méthodes de Colbert et de Louvois, il aime avant tout l'ordre ; il est le représentant du roi en Provence et par son activité et sa compétence encourage et stimule les échevins. Mais il ne combat la peste que de loin et réside suivant l’évolution des zones contaminées à Aix-en-Provence, puis Saint-Rémy-de-Provence et Barbentane. C’est dans cette dernière ville qu’il accueille le 21 mars 1721 un groupe de vingt-et-un apprentis chirurgiens et médecins venus de Paris apporter leur aide. Parmi ces volontaires figure Jacques Daviel, qui deviendra maître chirurgien et oculiste du roi. De même, le parlement de Provence suit de loin l’évolution de l’épidémie et devant la propagation se retire à Saint-Rémy de Provence puis à Saint-Michel de Frigolet,.
Sous la direction des échevins l’administration municipale assure une triple tâche : le ravitaillement des populations, le maintien de l’ordre et surtout l’enlèvement des cadavres. Les achats de blé sont effectués auprès des particuliers, des consuls de la province et de l’intendant du Languedoc. Le viguier et les échevins sont investis avec l’accord de l’intendant Lebret de pouvoirs extraordinaires et les délits sont réprimés avec sévérité. L’enlèvement des cadavres est la tâche la plus angoissante à cause du manque de main d’œuvre et des risques de contagion.
Un tableau de Dominique Antoine Magaud intitulé Le Courage civil : la peste de 1720 à Marseille peint en 1864 et actuellement exposé au musée des Beaux-Arts de Marseille, montre une réunion de travail des principales personnes chargées de l'administration de la ville. Les personnages représentés sont : debout, le chevalier Roze montrant de son bras gauche Mgr de Belsunce en arrière-plan ; autour de la table se trouvent les échevins Estelle, Dieudé, Audimar qui tourne le dos, et Moustier ; à la droite du chevalier Roze est représenté le commandant de Langeron s'appuyant sur son coude et semblant plongé dans une profonde méditation. En arrière-plan et à gauche se distinguent le peintre Michel Serre, le père Milley et un capucin.

### Évacuation des cadavres

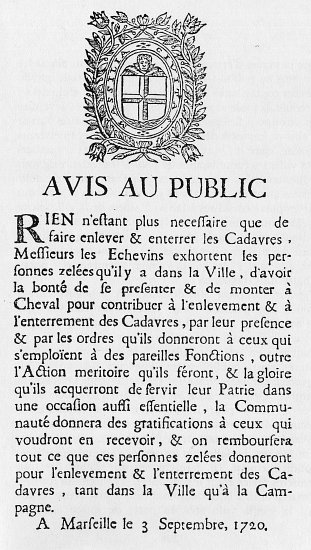
Avis au public de 1720 concernant l'enlèvement des cadavres morts de la peste.

Dès le début du mois d'août 1720 les caveaux des églises ou les cimetières ne sont plus autorisés à recevoir les corps des pestiférés qui doivent être emmenés aux infirmeries par les « corbeaux » (croque-morts). À partir du 8 août l'ouverture de fosses communes s'impose. Une compagnie de grenadiers enlève de force des paysans dans les campagnes pour creuser à l'extérieur des remparts une quinzaine de fosses.
Le 9 août, les civières ne suffisent plus et apparaissent les premiers tombereaux pour l'enlèvement des cadavres. À la mi-août, les infirmeries ne peuvent plus recevoir les malades ou les morts, les cadavres sont laissés dans les rues. Les chariots viennent à manquer ; les échevins font prendre d'autorité des attelages dans les campagnes. Les tombereaux ne pouvant circuler dans les rues étroites du quartier Saint-Jean de la vieille ville, des civières sont confectionnées pour apporter les cadavres jusqu'aux chariots. Pour conduire les chariots et enlever les cadavres, il est alors fait appel aux forçats de l'arsenal des galères, choisis parmi les plus médiocres rameurs. Mais cette main d'œuvre pour le moins indisciplinée nécessite une surveillance étroite. L’échevin Moustier en personne, précédé et suivi de quatre soldats baïonnette au canon, conduira lui-même chaque jour un détachement de forçats.
Si les échevins arrivent à nettoyer la ville d'une grande partie des cadavres, le quartier de la Tourette n'est pas dégagé. Ce quartier habité par des familles de marins et situé à proximité de l'église Saint-Laurent a été totalement ravagé par la peste. Seul le chevalier Roze qui s'est distingué dans le nettoiement du quartier de Rive-Neuve, accepte la mission de débarrasser de ses cadavres le quartier de la Tourette. À la tête d'un détachement de cent forçats, il fait jeter dans deux vieux bastions un millier de cadavres qui sont recouverts de chaux vive. C’est l’épisode le plus célèbre de cette lutte contre la peste. Parmi les forçats cinq seulement survécurent.

## Paléopathologie

### Charnier de l'Observance
Tout au long du XIXe siècle, plusieurs anciennes fosses communes ont été découvertes au cours de divers travaux d'aménagement. Ces charniers n'ont jamais été jugés dignes d'intérêt archéologique et les restes humains ont été réinhumés ou mis en décharge. C’est pour lutter contre cette destruction régulière d'archive qu'a été entreprise en 1994 la fouille d'une fosse commune découverte à l'angle des rues Jean-François-Leca et de l'Observance.
Cette fosse se trouvait dans les anciens jardins du couvent de l'Observance situé en contrebas de la Vieille Charité. Ce couvent appartenait aux frères mineurs de l'étroite observance, appelés ainsi parce qu'ils observaient à la lettre la règle de saint François. Il fut utilisé comme hôpital lors de l'épidémie de peste et fut ensuite vendu comme bien national à la Révolution.
Près de deux cents squelettes ont été exhumés entre août et septembre 1994 et ont fait l'objet d'études anthropologique et biologique. Les archéologues ont constaté que la fosse a été inégalement remplie. Trois zones apparaissent : à l'est une zone à forte densité avec empilement des corps, au centre une zone à faible densité avec individualisation des inhumations et enfin à l'ouest une zone à densité presque nulle. Cette variation traduit les phases de l'épidémie qui va en décroissance rapide. Ce nombre relativement faible des inhumations pousse les archéologues à estimer qu'il s'agit d'une fosse qui aurait fonctionné au cours de la deuxième période de l'épidémie, soit de mai à juillet 1722.
Le décès par peste des individus inhumés dans ce charnier ne fait aucun doute puisque l'ADN du bacille de la peste a été mis en évidence. Les corps étaient systématiquement recouverts de chaux vive. À l'exception d'un corps possédant une boucle de ceinture, il n'y a aucun élément de parure. Des fragments de draps démontrent que les cadavres ont été enterrés nus dans des linceuls. Une épingle en bronze plantée dans la première phalange du gros orteil a souvent été trouvée : il s'agit d'une pratique habituelle à cette époque pour vérifier la mort effective de l'individu. Cette approche multidisciplinaire révéla des faits et des renseignements inconnus auparavant concernant l'épidémie de 1722 tels que la mise en évidence d'un geste anatomique d'ouverture de la boîte crânienne d'un adolescent de quinze ans environ. La restauration de ce crâne en laboratoire a permis de reconstituer la technique d'anatomie utilisée pour cette autopsie, qui semble être identique à celle décrite dans un livre de médecine datant de 1708.

### Étude de 2016 de l'Institut Max Planck
Selon Sciences et Avenir, une nouvelle étude de l'Institut Max Planck en 2016 révèle que cette épidémie de peste « marseillaise » ne venait pas du Moyen-Orient comme on le pensait, mais était une résurgence de la grande peste noire ayant dévasté l’Europe au XIVe siècle. Le bacille Yersinia pestis apporté par le navire Grand-Saint-Antoine, à l’origine de l’épidémie de peste qui a ravagé la Provence entre 1720 et 1722, est donc resté latent quatre siècles. Cette étude suggère ainsi l'existence probable d'un foyer permanent de peste des rongeurs en Europe centrale et de l'est (foyer aujourd'hui disparu) en lien avec ceux du Caucase.
Il existe en effet deux grandes théories sur le déroulement de la deuxième pandémie de peste en Europe (du XIVe au XVIIIe siècle) : l'une qui l'explique par des apports répétés d'Asie centrale, l'autre par la persistance de foyers européens ou caucasiens,.

## Les responsables de l'épidémie et les intervenants
Durant cette épidémie plusieurs personnes interviennent pour apporter une aide matérielle ou morale à la population particulièrement éprouvée. Les diverses responsabilités relatives à la propagation de la peste sont difficiles à établir avec précision et impartialité.

### Personnalités civiles
Le Grand-Saint-Antoine aurait dû effectuer sa quarantaine à l'île de Jarre conformément à une instruction de 1716 et n'aurait jamais dû débarquer directement ses marchandises aux infirmeries car le navire a connu plusieurs décès à bord durant son retour vers Marseille. Pourquoi la réglementation n'a-t-elle pas été respectée et quelles sont les diverses responsabilités ?
À l'époque, la première personne mise en cause est le capitaine Jean-Baptiste Chataud. Il sait très probablement que la peste est à bord de son navire mais il fait une déclaration conforme à la réglementation, sans cacher les décès survenus durant la traversée. Il est cependant écroué le 8 septembre 1720 au château d'If et ne sera libéré que le 1er septembre 1723, bien que sa non-culpabilité ait été admise depuis longtemps.
Le deuxième personnage qui fait l'objet de nombreuses controverses est le premier échevin de la ville de Marseille, Jean-Baptiste Estelle, qui est propriétaire d'une partie de la précieuse cargaison. Cette marchandise dont la valeur est estimée entre 300 et 400 000 livres appartient pour les deux tiers à un grand nombre de petits propriétaires, le reste, soit le tiers de la valeur, se répartissant à parts égales entre quatre propriétaires dont Estelle. Le premier échevin est donc propriétaire d'une marchandise d'une valeur d'environ 25 000 livres, somme certes élevée mais non considérable pour un négociant de cette importance. Estelle est tout d'abord soupçonné de trafic d'influence auprès des intendants de la santé aussi bien pour son propre compte que pour les autres négociants. Grâce au soutien de l'intendant Lebret, il sera reconnu innocent par le roi en 1722 qui lui octroie des lettres de noblesse et lui accorde une rente annuelle de 6 000 livres. Estelle ne bénéficie pas longtemps d'une telle faveur car il décède peu après le 16 janvier 1723 à l’âge de 61 ans. La responsabilité éventuelle de certaines personnes dans l'origine de l'épidémie ne doit pas faire oublier le grand dévouement des échevins et celui de leurs collaborateurs.

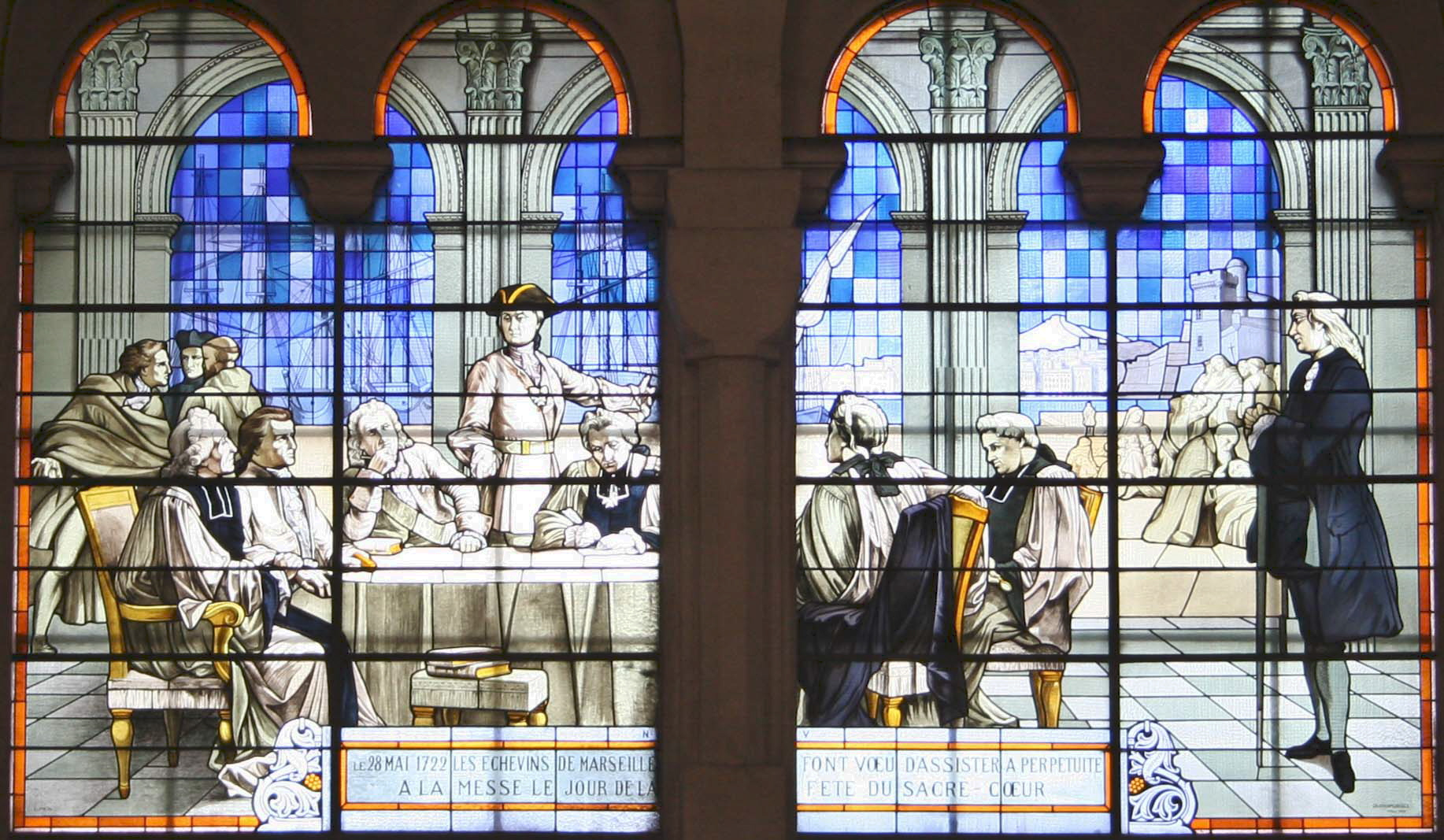
Le vœu des échevins
Vitrail de la basilique du Sacré-Cœur.

Les intendants sanitaires ont probablement une lourde responsabilité. En effet ils sont juges et parties : non indépendants par rapport aux négociants et au pouvoir municipal, ils se sont probablement laissés fléchir pour adopter des règles moins rigoureuses pour la mise en quarantaine des marchandises du Grand-Saint-Antoine. Par ailleurs le laxisme généralisé peut s’expliquer par la non-propagation de maladies contagieuses pendant une soixantaine d'années. Le manque de discipline au sein des infirmeries a entraîné une sortie en fraude de tissus contaminés provenant notamment de diverses pacotilles appartenant à l'équipage. Ce sont très probablement ces tissus sortis en fraude des infirmeries qui ont propagé la peste.
Parmi les personnalités civiles, la figure qui se détache le plus est celle du chevalier Roze qui, nommé capitaine du quartier de Rive-Neuve, organise le ravitaillement et engage tous ses biens pour trouver du blé. L'épisode du nettoiement du quartier de la Tourette est le plus célèbre. La modestie du chevalier Roze l’empêchera de faire valoir ses mérites.

### Professionnels de santé

#### Chirurgiens
Depuis le XVIIe siècle, la ville de Marseille engage un « chirurgien de peste » de façon permanente, recruté parmi les « garçons chirurgiens » (jeune chirurgien en fin de formation). Celui-ci est chargé d'examiner les cas suspects à bord des navires, au sein des lazarets et des hôpitaux. En 1692, la ville se dote de deux chirurgiens de peste. Lorsque la peste se déclare en juillet 1720, les médecins et chirurgiens de Marseille ne peuvent prendre en charge le nombre élevé de malades. Sur les trente chirurgiens restés en place, vingt-cinq perdent la vie.
Le 30 septembre 1720, les échevins de Marseille publient des affiches pour recruter des chirurgiens dans toute la Provence et le Languedoc, recrutement qui s'étend jusqu'à Lyon, Bordeaux et Paris, et à l'étranger (Italie, Allemagne, Espagne, Saint-Domingue). De 1720 à 1722, 178 chirurgiens, 23 médecins et 20 apothicaires arrivent en renfort à Marseille, dont le jeune chirurgien Jacques Daviel.
La corporation des maitres-chirurgiens de Marseille, déjà en conflit avec la municipalité sur le « statut privilégié » du chirurgien de peste, refuse de reconnaitre ces nouveaux membres, car elle entend garder son monopole de contrôle professionnel. La bataille juridique est tranchée le 12 avril 1730 par une ordonnance royale validant les maîtrises de chirurgiens ayant travaillé durant la peste.
La peste de Marseille marque une réorganisation de la profession de chirurgien. Celle-ci est moins régenté par une corporation, mais plutôt par le pouvoir politique urbain et étatique, ce qui favorise l'ascension sociale et professionnelle des jeunes chirurgiens. À la fin du XVIIIe siècle, la corporation des maîtres-chirurgiens de Marseille devient le Collège des chirurgiens de Marseille.

#### Médecins
Les médecins sont partagés, en ce qui concerne la peste, entre les « contagionnistes » (transmission directe par contact physique ou indirecte : aérienne rapprochée ou par objets) et les « anticontagionnistes » ou « infectionnistes » (par air infect, « venin aérien » ou miasmes).
Les contagionnistes eux-mêmes se divisent entre ceux qui imaginent un agent pathogène de type venin ou levain sujet à dilution (ce qui explique la fin d'une épidémie), ou de type animalcule microscopique sujet à multiplication (ce qui explique la diffusion explosive d'une épidémie).
La thèse anticontagionniste reste majoritaire à Montpellier et à Paris, avec des figures d'autorité comme Pierre Chirac, premier médecin de Philippe d'Orléans et futur premier médecin de Louis XV, et François Chicoyneau, Chancelier de la faculté de médecine de Montpellier. En soutenant le caractère non contagieux de la peste, Chirac conseille aux Marseillais « de faire bonne chère et d'organiser des concerts de violons pour chasser la morosité », la pénétration des miasmes dans le corps étant empêchée par la réplétion et la bonne humeur. Chicoyneau, lui, touche les malades, dissèque les cadavres sans aucune précaution : il a toutefois la chance extraordinaire de ne pas avoir contracté la maladie.
La plupart des médecins marseillais, confrontés à une expérience de terrain, sont contagionnistes comme Charles Peyssonnel ou Jean-Baptiste Bertrand (Relation historique de tout ce qui s'est passé à Marseille pendant la dernière peste, 1721). Le médecin lyonnais Jean-Baptiste Goiffon relate plus particulièrement l'extension de la peste de Marseille au Gévaudan, et en déduit que la peste se transmet par insectes ailés invisibles.
Parmi les tenants minoritaires de la contagion, on trouve Jean Astruc qui juge que la peste se transmet à partir de la sueur du pestiféré dont la quantité aérienne décroit en fonction du carré de la distance (Dissertation sur la Contagion de la Peste où l'on prouve que cette maladie est véritablement contagieuse et où l'on répond aux difficultés qu'on oppose contre ce sentiment, 1724). La démonstration d'Astruc est purement livresque, témoignant de son érudition exhaustive. Conformément à sa théorie, il reste éloigné de Marseille, préférant Toulouse à Montpellier (trop proche encore de Marseille) pour se tenir informé,.
Un autre auteur remarquable est Antoine Deidier (1670-1746) qui, dans sa Dissertation où l’on a établi un sentiment particulier sur la contagion de la peste (1725), présente les observations qu'il a faite à Marseille durant l'épidémie. Deidier veut démontrer que la peste se transmet aussi par contact direct en réalisant une peste expérimentale chez le chien par inoculation de bile obtenue à l'autopsie de pestiférés. Il vérifie la similitude des lésions chez l'homme et l'animal, ce qui ferait de Deidier un précurseur de la médecine expérimentale.

### Ecclésiastiques

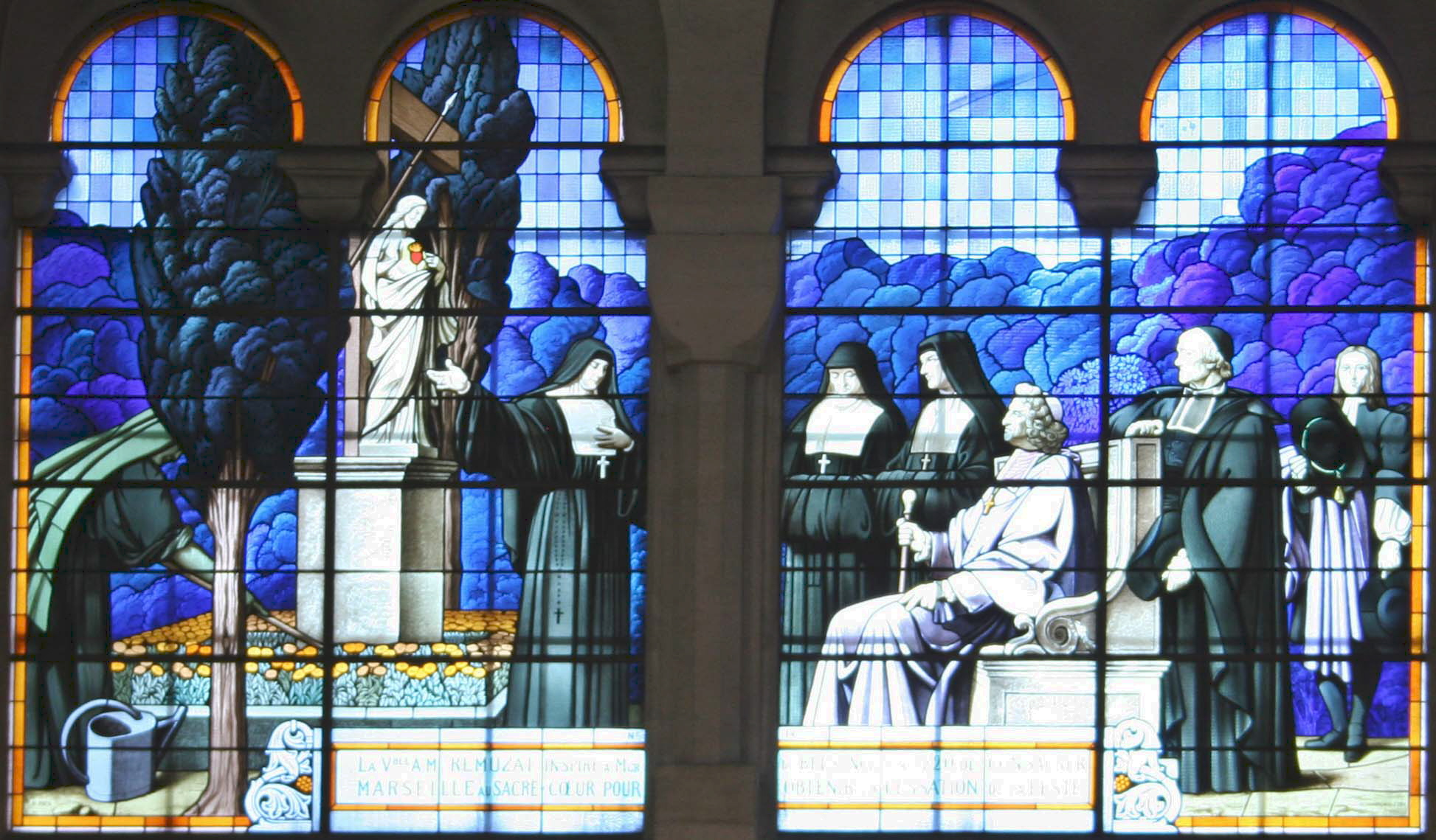
Mgr de Belsunce consacrant la ville de Marseille au Sacré-Cœur de Jésus.
Vitrail de la basilique du Sacré-Cœur à Marseille.

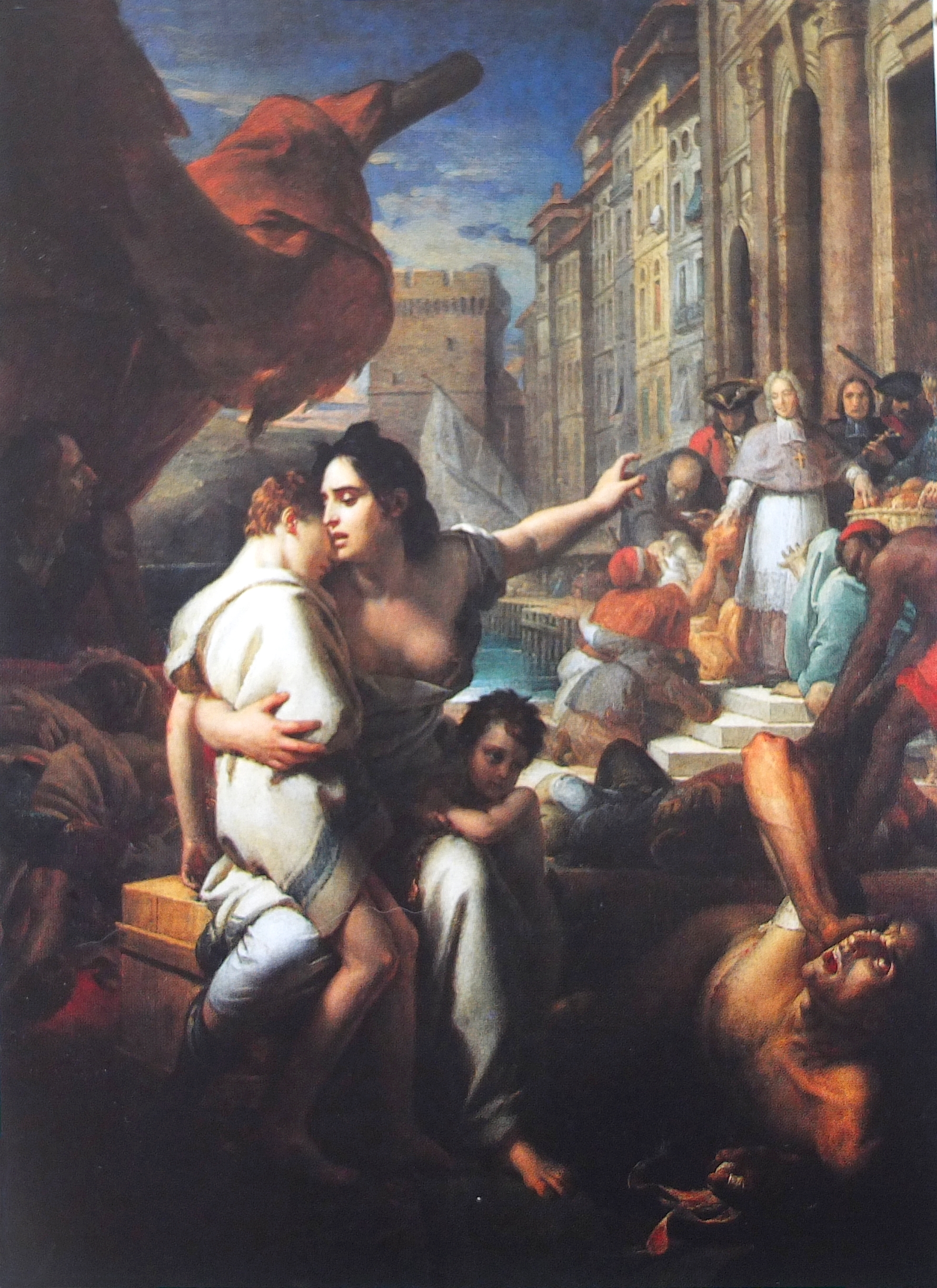
Mgr de Belsunce pendant la peste de Marseille, tableau de François Gérard, 1834, musée des beaux-arts de Marseille.

La personnalité religieuse la plus connue est l’évêque de Marseille, Mgr de Belsunce, qui se signala notamment par son zèle et son dévouement à secourir les malades. Face à cette épidémie sans précédent, il décide de rendre visite aux malades en leur administrant les derniers sacrements. On le vit aussi distribuer d'abondantes aumônes afin de soulager ses ouailles. Sur les conseils d'Anne-Madeleine Rémusat, il décide le 1er novembre 1720 de consacrer la ville au Sacré-Cœur de Jésus au cours d'une cérémonie expiatoire sur le cours qui porte aujourd'hui son nom. L'évêque célèbre la messe tête nue, pieds nus et un flambeau à la main.
Le 31 décembre 1720, il organise une procession générale sur les fosses communes situées pour la plupart à l'extérieur des remparts ; la bénédiction est donnée à chacune de ces fosses. Afin d'apporter une aide matérielle aux malades, il aliène une grande partie de son patrimoine.
Sur plus de deux cent cinquante religieux, un cinquième d'entre eux, comme le père jésuite Millet succombent à l'épidémie en soignant et portant secours aux pestiférés. Ces attitudes courageuses ne sont pas généralisées. Ainsi les moines de l'abbaye Saint-Victor se renferment derrière les murailles de leur monastère et se contentent d'envoyer quelques aumônes. De même les chanoines de l'église Saint-Martin, qui sera démolie au XIXe siècle pour la réalisation de la rue Colbert, se réfugièrent à la campagne.

### Réactions populaires de survie
Malgré un fort contrôle urbain (isolement, mise en quarantaine, quadrillage urbain, police d'exception…), les Marseillais et Marseillaises ne sont pas restés passifs, écrasés par les évènements ou totalement soumis à la volonté divine. La population résiste au quotidien pour maintenir un lien social.
Les Marseillais tentent de maintenir une distanciation physique en évitant de se toucher ou de respirer le souffle d'autrui, les plus aisés disposent de « bâtons de Saint Roch », sorte de longues cannes qu'ils agitent autour d'eux pour éloigner les autres.
La fermeture des lieux de cultes et la restriction des cortèges religieux entrainent des pratiques de dévotion individuelle comme le port sur soi de prières imprimées.
Les gens s'informent réciproquement de leur santé par relations de voisinage. Des familles séparées par la peste gardent un lien épistolaire. Les missives conservées dans les Archives municipales de Marseille montrent qu'elles servaient entre autres à rassurer, venir en aide (argent et denrées), prodiguer des conseils, régler des successions…
Les rapports entre les bien-portants et les pestiférés ne sont pas tous marqués par la fuite et l'évitement. Des personnes, par solidarité ou charité, prennent soin des malades en dépit du risque encouru, de leur propre chef ou employés par la municipalité. Une centaine d'adolescents servirent comme infirmiers et succombèrent en grand nombre.

## Bilan et conséquences économiques
La ville de Marseille comptait avant la peste, au début de 1720, environ 90 000 habitants. Le nombre de décès provoqués par cette épidémie varie suivant les estimations. Il se situerait entre 30 000 et 35 000 morts pour certains, tandis que d'autres retiennent le chiffre de 40 000 pour la ville et 50 000 pour la ville et son terroir réunis.
Cette perte de population est rapidement compensée en trois ou quatre ans seulement. Un tel phénomène s'explique par la chute de la mortalité et une poussée importante de la natalité liée à une multiplication de mariages mais aussi et surtout par une immigration en provenance des régions proches (actuel département des Alpes-de-Haute-Provence) ou lointaines (comme la Ligurie, la Suisse ou la Catalogne). L'immigration a réparé la plus grande partie des pertes.
Pour l’économie le coup d’arrêt est brutal car le port est fermé trente mois et les fabriques arrêtées. Mais les conséquences dues uniquement à la peste sont difficilement identifiables car elles s'enchevêtrent avec celles provoquées par l'effondrement du système de Law. Il est cependant évident que la paralysie du port a eu des répercussions multiples sur l'économie. À cela s'ajoute une méfiance des ports envers celui de Marseille qui ne prend fin qu'en 1724, bien après la fin de l'épidémie en 1722.

## La peste et ses représentations
Le souvenir de la peste de 1720, évènement tragique d'une ampleur exceptionnelle, semble toujours présent dans la mémoire collective des Marseillais. Ainsi, jusque dans les années 1940, pour dire merde, les Marseillais prononçaient parfois le nom de Moustier. Cela peut expliquer le grand nombre de réalisations de peintures, gravures ou sculptures et de publications d'ouvrages historiques ou romans concernant cette épidémie.

### Peintures et gravures

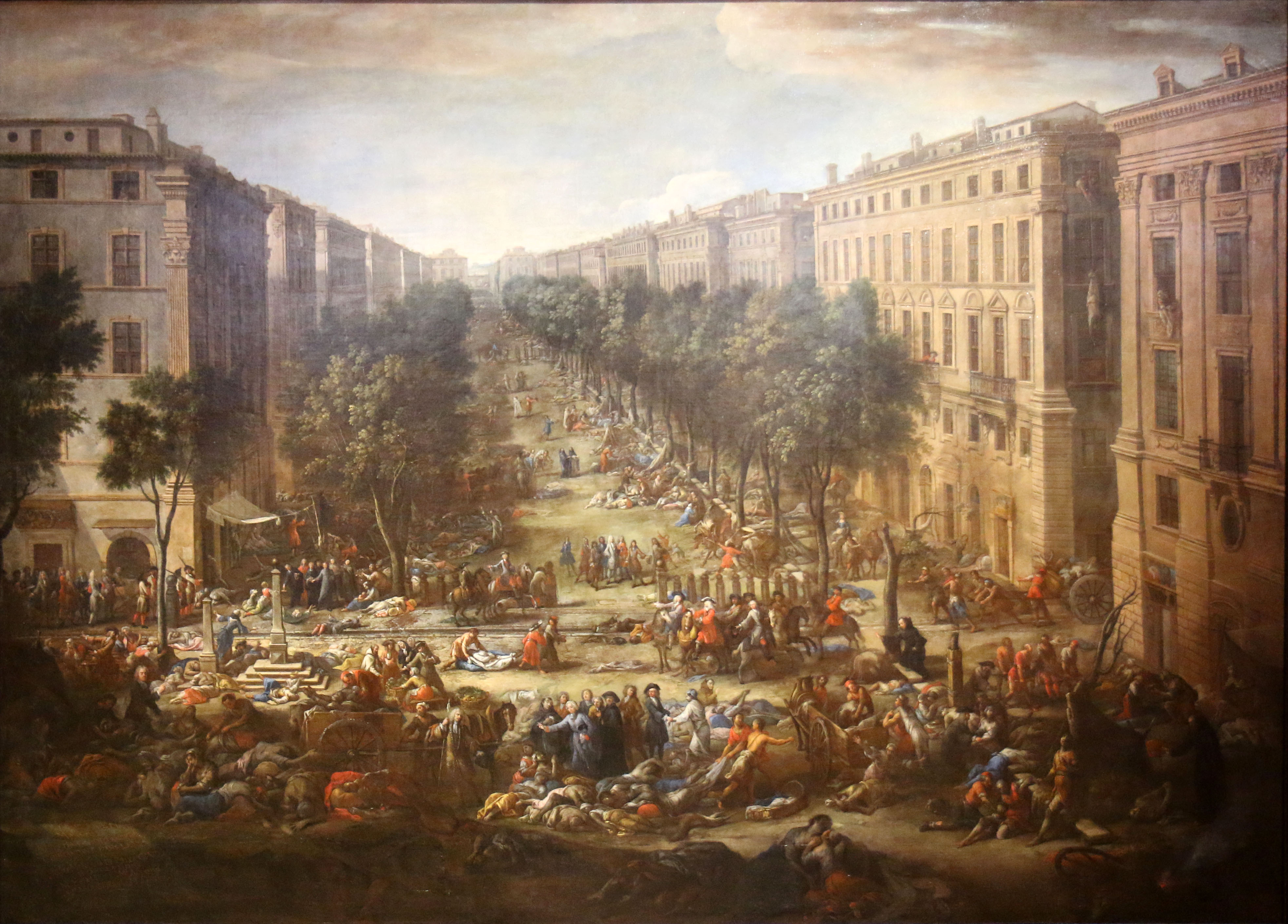
Vue du Cours
huile sur toile de Michel Serre.

Une dizaine d'œuvres semblent avoir été réalisées pendant ou peu de temps après l'épidémie : trois toiles de Michel Serre, quatre gravures de Jacques Rigaud, un ex-voto de François Arnaud, une toile de Jean-François de Troy et une esquisse attribuée à Dandré-Bardon. Les toiles de Michel Serre, commissaire courageux du quartier Saint-Ferréol, sont d'autant plus intéressantes qu'il a été un témoin direct de l'évènement. Ces œuvres contemporaines peuvent être classées en deux groupes.
Le premier représente les scènes des rues. Il s'agit de deux toiles imposantes de Michel Serre : Vue de l'hôtel de ville (h. 3,05 × L. 2,77) et Vue du Cours (actuellement cours Belsunce) (h. 3,17 × L. 4,40), et de quatre gravures de Rigaud. Les deux toiles de Michel Serre sont achetées par M. de Cannis qui les fait exposer en Angleterre et en Hollande. Elles font partie de la collection attribuée par Mgr de Belsunce au collège des Jésuites qui porte son nom. Elles y demeurent jusqu'à la suppression de l'ordre en 1762. Elles sont ensuite acquises par délibération de la ville en date du 24 octobre 1763 pour être placée à l'hôtel de ville d'où elles seront transférées en 1804 dans le nouveau musée installé dans l'ancien couvent des Bernardines, actuel lycée Thiers. Elles se trouvent aujourd'hui au musée des Beaux-Arts de Marseille. La toile Vue de l'Hôtel de ville est remarquablement rendue depuis les scènes d'enlèvement des cadavres jusqu'au pavillon de l'hôtel de ville et de l'immeuble qui le jouxte avec ses fenêtres à meneaux. Cette toile est parvenue mutilée de sa partie gauche, au couchant de l'hôtel de ville.

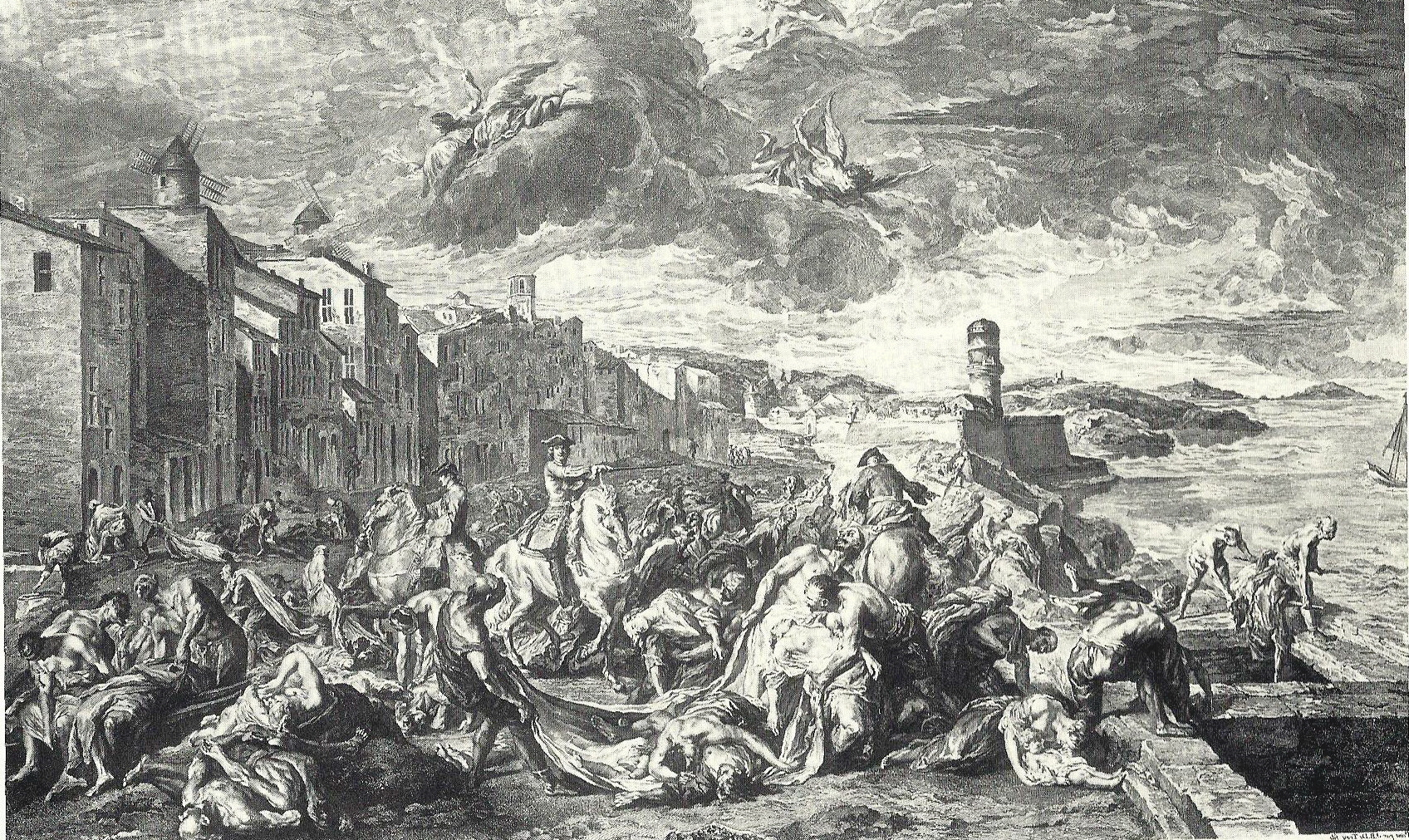
Le Chevalier Roze à la Tourette
Ensevelissement des cadavres par les forçats
Gravure de Thomassin (1727).

Le deuxième groupe représente l'inhumation des cadavres pestiférés de l'esplanade de la Tourette par le chevalier Roze ; il s'agit de la troisième toile de Michel Serre, Scène de la peste de 1720 à la Tourette (h. 1,25 × L. 2,10) exposée au musée Atger de Montpellier, du tableau de Jean-François de Troy, Le chevalier Roze à la Tourette (h. 2,28 × L. 3,75) peint en 1725 et actuellement au musée des Beaux-Arts de Marseille. Ce dernier tableau a servi de modèle à Thomassin pour réaliser une gravure en 1727 qui se trouve au musée de la Marine à Marseille. L’esquisse attribuée à Dandré-Bardon qui se trouve au musée des beaux-arts de Rouen concerne également le chevalier Roze. La toile Scène de la peste de 1720 à la Tourette de Michel Serre aurait appartenu au chevalier Roze en personne ; c'est celle où les pestiférés sont les plus présents avec les forçats dont l'aspect dramatique est renforcé par un bandeau imbibé de vinaigre qui est censé les protéger de la contagion. La présence du chevalier Roze, des échevins et des piquets de troupe à l'angle des rues est rendue nécessaire par la conduite redoutée des forçats. Cette toile donne par ailleurs en arrière-plan la meilleure représentation du portail baroque de l'ancienne cathédrale de la Major, détruit en 1851 pour faire place à la nouvelle cathédrale.
D'autres artistes ont, postérieurement à l'évènement, réalisé différents tableaux le représentant : on peut citer Paulin Guérin avec Le Chevalier Roze faisant inhumer les pestiférés, toile peinte en 1826 et exposée au musée des Beaux-Arts à Marseille, Jean-Baptiste Duffaud avec Le Chevalier Roze à la montée des Accoules, toile peinte en 1911 et exposée au musée du Vieux Marseille et D.A. Magaud avec Le Courage civil : la peste de 1720 à Marseille exposée au musée des Beaux-Arts de Marseille.
Ces toiles participent à la glorification de héros, civil pour le chevalier Roze, religieux pour Mgr de Belsunce, en mettant en relief le courage et le dévouement de ces personnages. Le chevalier Roze personnifie l’exemplarité de l’intervention de l’État, élément nouveau et décisif en 1720.

### Sculptures et vitraux

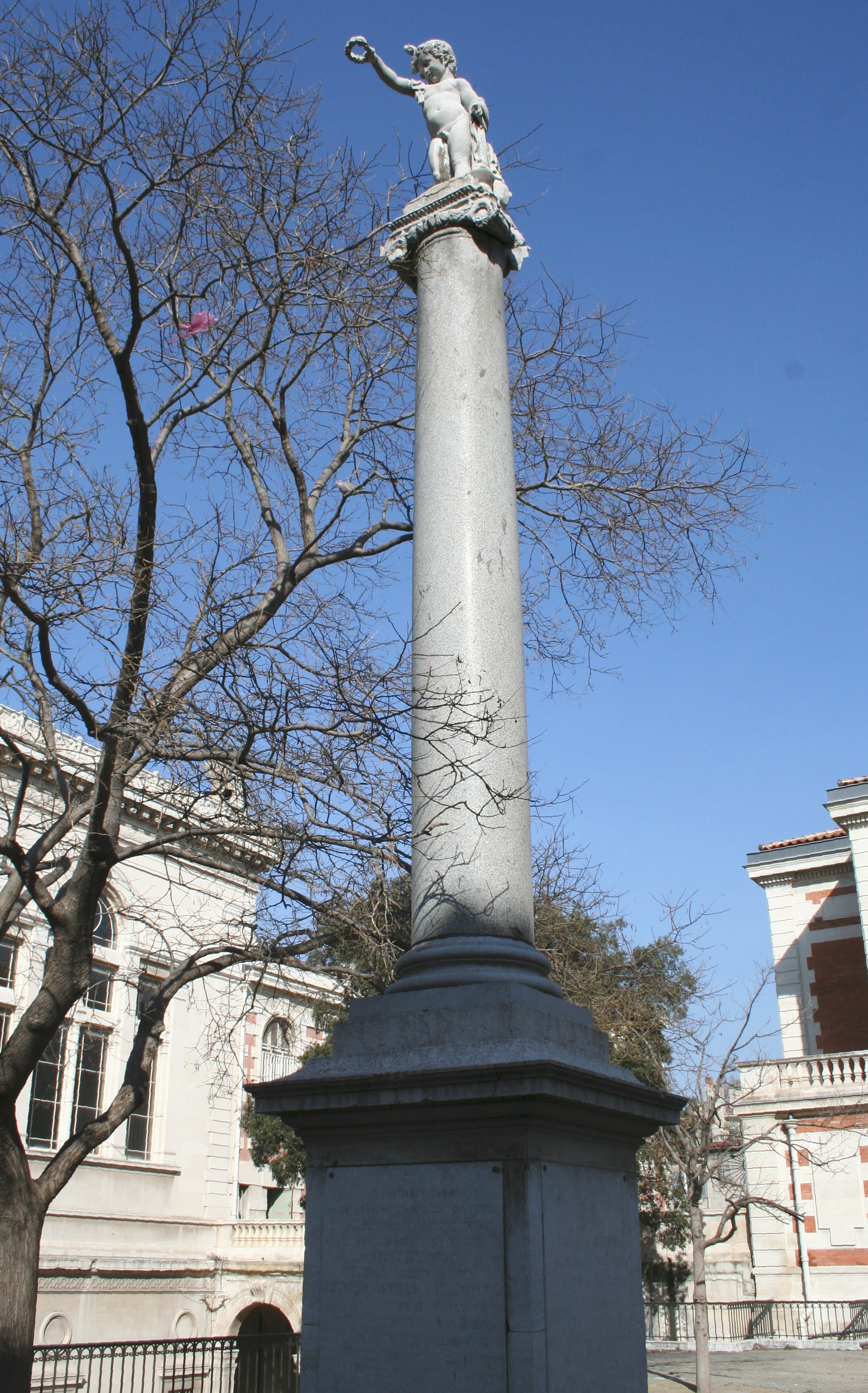
Colonne de la peste à Marseille avec le génie de l'immortalité.

La statue la plus célèbre est celle de Mgr de Belsunce, réalisée par Joseph Marius Ramus et érigée en 1853 sur le cours qui porte aujourd'hui son nom ; elle se trouve actuellement sur le parvis de la cathédrale de la Major. Pendant la Seconde Guerre mondiale cette statue a été cachée par des résistants dans un entrepôt du boulevard de Louvain afin qu'elle ne soit pas prise par l'armée d'occupation pour la récupération du bronze après refonte.
D'autres monuments et sculptures commémorent cet évènement : les statues de Mgr de Belsunce, du chevalier Roze et de l'intendant de Provence Lebret se trouvent sur les façades de la préfecture ; le buste de J. Daviel à l'Hôtel-Dieu de Marseille et celui du chevalier Roze. Les portraits du docteur Peyssonnel et du chirurgien Daviel figurent sur les murs de la station de métro La Timone.
Deux vitraux de la basilique du Sacré-Cœur de Marseille représentent l'un la consécration de la ville de Marseille au Sacré-Cœur de Jésus par Mgr de Belsunce sur les conseils de la visitandine Anne-Madeleine Rémusat et l'autre le vœu prononcé par les échevins le 28 mai 1722 à la suite de cette consécration.
Afin d'honorer l'héroïsme des Marseillais pendant la peste de 1720, un monument est érigé sous le Premier Empire place Estrangin-Pastré et inauguré le 16 septembre 1802 par le préfet Delacroix. Ce monument est constitué d'une sculpture de Chardigny représentant le génie de l'immortalité placé au sommet d'une colonne extraite des cryptes de l'abbaye Saint-Victor. Ce monument est transporté en 1839 place Félix-Baret (ancienne place Saint-Ferréol), puis en 1865 au jardin de la bibliothèque où il est toujours visible. L'original de la statue de Chardigny est au musée des Beaux-Arts de Marseille et ce n'est qu'une copie qui couronne aujourd'hui l'édifice. Sur le socle sont scellées quatre plaques de marbre avec les inscriptions suivantes :
| Face antérieure | Face droite | Face gauche | Face postérieure |
| --- | --- | --- | --- |
| À l'éternelle mémoire des hommes courageux dont les noms suivent Langeron, commandant de Marseille de Pilles, gouverneur viguier de Belsunce, évêque Estelle, premier échevin Moustier, Audemar, Dieudé, échevins Roze, commissaire général pour le quartier de Rive-Neuve Milley, jésuite, commissaire pour la rue de l'escale, principal foyer de la contagion Serre, peintre célèbre, élève de Puget Roze l'ainé et Rolland, intendant de la santé Chicoineau, Verny, Peyssonel, Montagnier Bertrand Michel et Deydier, médecins ils se dévouèrent pour le salut des Marseillais dans l'horrible peste de 1720 | Hommage à plus de cent cinquante religieux à un grand nombre de médecins de chirurgiens qui moururent victimes de leur zèle à secourir et à consoler les mourants leur nom ont péri puisse leur exemple n'être pas perdu ! puissent-ils trouver des imitateurs si ces jours de calamité venaient à renaître ! | Hommage à Clément XII qui nourrit Marseille affligé Hommage au rais de Tunis qui respecta le don qu'un pape faisait au malheur Ainsi la morale universelle rallie à la bienfaisance les hommes vertueux que divisent les opinions religieuses | Ce monument a été élevé L'an X de la République Française une et indivisible 1802 de l'ère vulgaire le général Bonaparte étant premier consul les citoyens Cambacérés et Lebrun étant deuxième et troisième consuls le citoyen Chaptal, ministre de l'Intérieur par les soins du citoyen Charles Delacroix préfet du département des Bouches-du-Rhône organe de la reconnaissance des Marseillais |

Sur la face gauche du socle il est fait allusion à la capture par des pirates tunisiens d'un navire chargé de blé envoyé par le pape Clément XII pour venir en aide aux Marseillais ; ayant appris la destination du chargement, les corsaires tunisiens laissèrent le vaisseau poursuivre sa route.

## La peste et la littérature
Cet événement est repris par de nombreux écrivains :
- Dans les Mémoires d'outre-tombe, François-René de Chateaubriand parle de la peste et de celle de Marseille en particulier : « Dans un quartier dont tous les habitants avaient péri, on les avait murés à domicile, comme pour empêcher la mort de sortir. De ces avenues de grands tombeaux de famille, on passait à des carrefours dont les pavés étaient couverts de malades et de mourants étendus sur des matelas et abandonnés sans secours. (…) Sur l'esplanade de la Tourette, au bord de la mer, on avait, pendant trois semaines, porté des corps, lesquels, exposés au soleil et fondus par ses rayons, ne présentaient plus qu'un lac empesté. Sur cette surface de chairs liquéfiées, les vers seuls imprimaient quelque mouvement à des formes pressées, indéfinies, qui pouvaient avoir été des effigies humaines »[66] ;
- Dans les années cinquante, Marcel Pagnol écrit un texte sur l'épidémie qui deviendra, sous le titre Les Pestiférés, le chapitre neuf de son livre posthume Le Temps des amours (1977) ;
- Dans Autant en apporte la mer (1993), Jean-Jacques Antier se base sur d'amples recherches parmi les documents historiques pour décrire le déroulement de la peste de 1720 à Marseille[67] ;
- Dans Ce mal étrange et pénétrant (Editions Anfortas 2018) Bertrand Boileau publie pour la première fois des extraits du journal de Pierre-Honoré Roux commissaire général à Marseille pendant la peste de 1720 ;
- Dans Le Théâtre et son double Antonin Artaud décrit dès le chapitre I intitulé Le Théâtre et la Peste la chronologie des faits, enrichie des pensées et réflexions de l'auteur[68].
- Dans Marseille et la peste débarqua…, en format BD, les auteurs Frédéric Chabaud (scénario), Fred Levy (dessins), Didier Ray (couleurs), Michel Goury (documentaires), retranscrivent l'histoire de l'arrivée de la peste à Marseille via le débarquement d'un navire marchand entre faits véridiques et personnages et faits imaginaires[69].

### Bibliographie

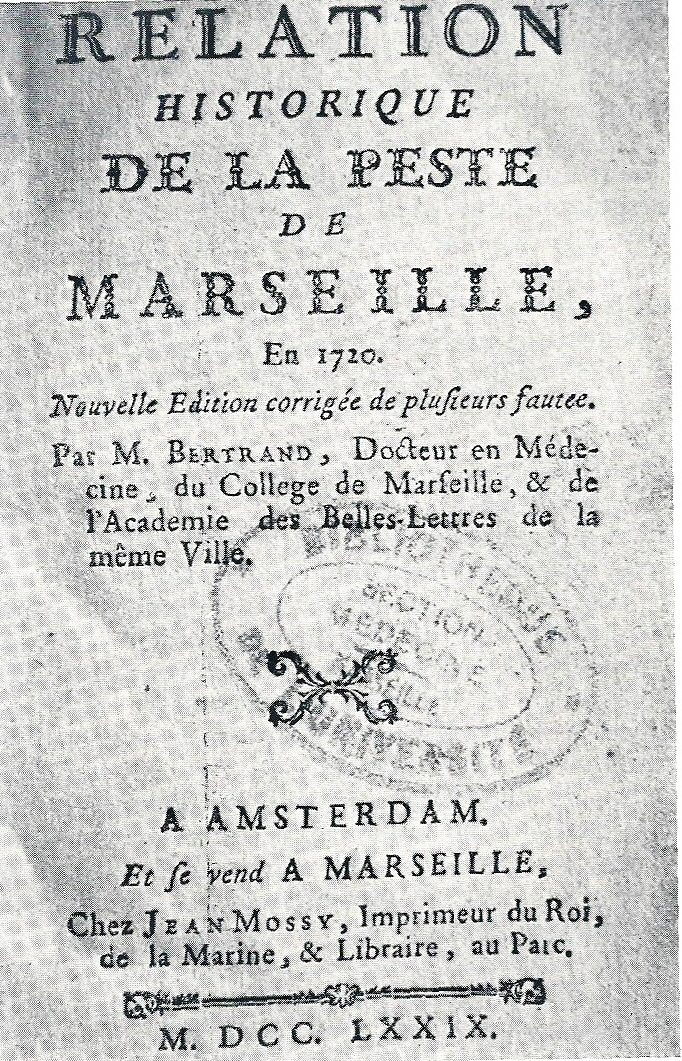
Livre de J.B. Bertrand de 1779.
Relation historique de la peste de Marseille en 1720.